# Chronicle 2nd
『Chronicle 2nd』（クロニクル セカンド）はSound Horizonが2004年3月19日に発売した6枚目の自主制作アルバム。

## 概要
RevoがSound Horizonとして初めて制作したアルバム『Chronicle』の再発売を希望する声が集まったため、『Chronicle』の世界観をベースに、新たに楽曲を追加してリニューアルし、ジャケットイラストもyokoyanの手によって新たに描き下ろされた。そのため、本作は「1st Story Renewal CD」と銘打たれている。
Sound Horizonは発売された約7ヵ月後に『Elysion 〜楽園への前奏曲〜』でメジャーデビューしたため、本作が同人時代最後のアルバムとなった。
CD帯にある煽り文は「哀しみの黒い幻想…ここからハジマル…ボクらの戦いの年代記…」。初回購入特典として、2種類のポストカードのうち1種類が付属していた。
『Chronicle』のリメイクアルバムとなっているが、「詩人バラッドの悲劇」「アーベルジュの戦い」「蒼と白の境界線」「雷神の左腕」「君が生まれてくる世界」以外の楽曲は再録されていない。

## 収録曲

### Audio Track
※印が付いている楽曲はインストゥルメンタルとなっている。
1. 黒の予言書
2. 詩人バラッドの悲劇 ※
自主制作アルバム『Chronicle』より収録。
3. 辿りつく詩
メジャーデビュー後のアルバム『Elysion 〜楽園への前奏曲〜』にも収録。
4. アーベルジュの戦い ※
自主制作アルバム『Chronicle』より収録。
5. 約束の丘
6. 薔薇の騎士団
7. 聖戦と死神 第1部「銀色の死神」 〜戦場を駈ける者〜[注 1]
8. 聖戦と死神 第2部「聖戦と死神」 〜英雄の不在〜[注 1]
9. 聖戦と死神 第3部「薔薇と死神」 〜歴史を紡ぐ者〜[注 1]
10. 聖戦と死神 第4部「黒色の死神」 〜英雄の帰郷〜[注 1]
11. 書の囁き
12. 蒼と白の境界線 ※
自主制作アルバム『Chronicle』より収録。
13. 沈んだ歌姫
14. 海の魔女
15. 碧い眼の海賊
16. 雷神の左腕 ※
自主制作アルバム『Chronicle』より収録。
17. 雷神の系譜
メジャーデビュー後のアルバム『Elysion 〜楽園への前奏曲〜』にも収録。
18. 書の魔獣
19. キミが生まれてくる世界
自主制作アルバム『Chronicle』の収録曲であるが、こちらはタイトルも変更され、曲自体も新録されたものとなっている。
20. ＜ハジマリ＞のクロニクル （隠しトラック）
歌詞は意図的にブックレットへ載せず、CD内にHTML形式で掲載している。
21. ＜空白＞のクロニクル （隠しトラック）
前曲と同様に、歌詞はCD内にHTML形式で掲載。

### Bonus Extra Track
ボーナストラックの音源はCD-EXTRA形式で収録されており、パソコンから直接ファイルを開くことで再生できる。
- 雷神の右腕（インストゥルメンタル）
- 『Chro2』システムヴォイス集（収録曲を使ったパロディ形式のWindows用システムサウンド）
  - Windows起動音「Windowsが突然起動しやがった！」
  - ゴミ箱音「つまらないネタでも宜しければ…」
  - メール着信音「天地を揺るがす強大なメールじゃ！」
  - エラー音「私は悲しい…」
  - Windows終了音「Windowsを終了させる薔薇」

## 制作・参加メンバー
作詞・作曲・編曲
- Revo

作詞・作曲・編曲のほか、コンピュータ・プログラミング、レコーディング、ミキシング、マスタリング、マンドリン、ブズーキ、アコースティック・ギター、ナイロン・ギター、エレクトリック・ギター、ベース、アコーディオン、キーボード、ウドゥ、ジャンベ、タンバリン、カスタネット、パーカッションなども担当。

ボーカル・ボイス
- Aramary
- Jimang
- 霜月はるか
- 葉芹
- Yasrow

演奏
- Yukari Shinozaki - バイオリン
- Mutumi Suzuki - バイオリン
- Shigeru Ohara - ビオロンチェロ
- Remiko Kawase - フルート、ピッコロ
- Kazuhisa Kojima - クラリネット
- Masayo Miyata - オーボエ、イングリッシュ・ホルン
- Hiroaki Kimizuka - ファゴット
- Miki Iwatuki - トランペット
- Takuya Handa - トロンボーン
- Kei Suzuki - アルト・サックス

ジャケットイラスト
- yokoyan

## 収録曲について
黒の予言書
『Chronicle』の冒頭には「Black Chronicle」という曲が収録されていたが、こちらはメロディ等も含めて全く別の曲となっている。
聖戦と死神
7曲目から10曲目まで、初回盤のみ「聖戦と死神」の表記だけであったが、追加生産盤からはブックレットの目次にサブタイトルが付けられている。
ただし、ブックレットの歌詞掲載部分と裏ジャケットは「聖戦と死神」の表記のみ。
約束の丘
コンサートDVD『Elysion 〜楽園パレードへようこそ〜』に、アンコール曲としてこの曲が演奏された様子が収録されている。
雷神の系譜
元々は『Pico Magic』に収録されていた曲だが、アレンジが変更され、アウトロの台詞も一部変更されている。
キミが生まれてくる世界
『Chronicle』に収録の「君が生まれてくる世界」に、新たにメロディと歌詞を追加してリアレンジしたもの。タイトルの表記も若干変更されている。
再収録された楽曲
「辿りつく詩」「雷神の系譜」は、のちに発売されたメジャーデビューアルバム『Elysion 〜楽園への前奏曲〜』に再収録された。
「雷神の系譜」については自主制作アルバム『Pico Magic』にも収録されていたが、アレンジは本作のものとなっている。なお、両曲とも再収録の際にイントロの台詞が省略されている。
ボーナストラック
裏ジャケットには「謎のボーナス音源」と書かれており、音源はパソコンから直接ファイルを開くとHTML形式のコメントページとともに確認する事ができる。また、CD内のHTMLファイルには、Revoが感謝の意として、再発売を希望した人のリストを載せている。
ボーナストラックに収録されている「雷神の右腕」は、CD内のHTMLにあるRevoのコメントによると、雷神シリーズの原点であり、昔の曲であるため収録するのをためらったとのこと。